# Shitennō-ji

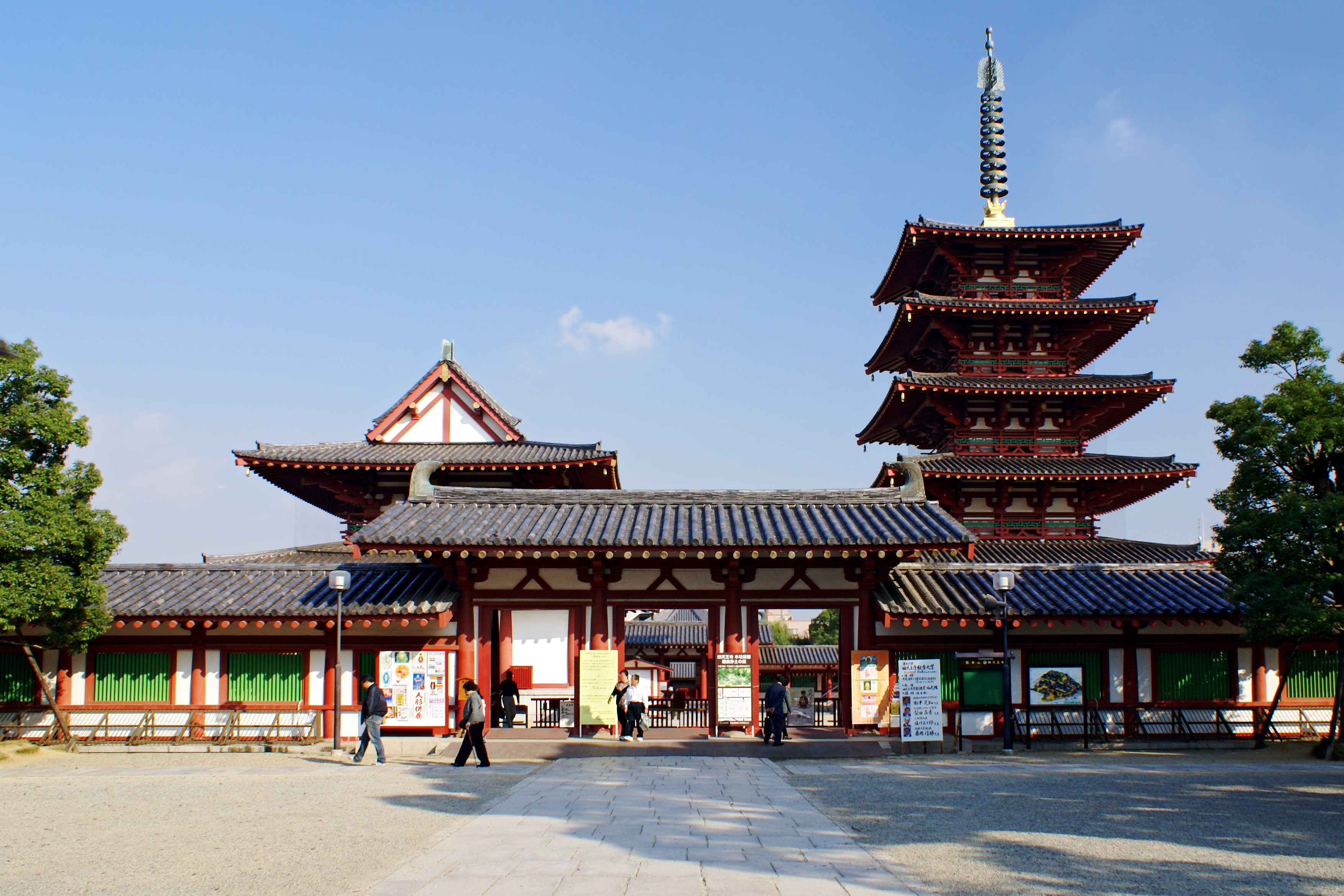
Chushin-garan

O Shitennō-ji (四天王寺) é um templo budista em Osaka, Japão.

## Histórico
O Príncipe Shotoku convidou três carpinteiros coreanos Baekje e eles construíram este templo em 593. O templo é o primeiro templo budista e o mais antigo templo oficialmente administrado no Japão, embora as construções do templo tenham sido reconstruídas com o passar dos séculos. A maioria das estruturas atuais são de quando o templo foi completamente reconstruído pela última vez em 1963. Um dos membros envolvidos na construção inicial do templo no século VI mais tarde estabeleceu um Kongō Gumi firme, especializado em construção de templos budistas e xintoístas por séculos.
O Príncipe Shotoku era conhecido por sua profunda fé budista quando o budismo ainda não tinha se expandido no Japão.

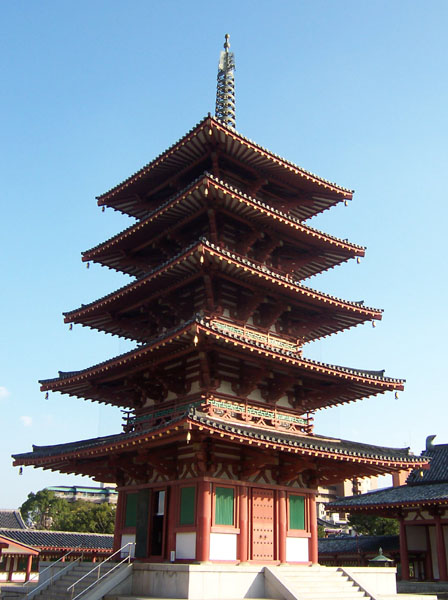
Torre do templo Shitennō-ji

Os Shitennō são os quatro reis celestiais. O templo que o Príncipe Shōtoku construiu para honrá-los tinha quatro instituições, cada uma para ajudar os japoneses a alcançar um nível maior de civilização. Este Shika-in (四箇院, Quatro Instituições) foi centrado nas sete construções garan (伽藍) (o complexo dentro das paredes), e incluía um Kyōden-in (Instituição de Religião e Educação), um Hiden-in (Instituição do Bem-Estar), um Ryōbyō-in (Hospital), e um Seiyaku-in (Fármacia) para fornecer cuidados essenciais ao povo japonês. 
O garan consiste de um pagode de cinco andares, um Pavilhão Dourado principal (Kondō) que abriga uma imagem de Nyorai Kannon, e um Kōdō (sala de aula) sob um corredor coberto com três portões (o Portão de Deva, o Portão Ocidental e o Portão Oriental). Em volta deste complexo central estão o Grande Portão Sul (Nandaimon), e o Grande Portão Leste (Higashi-no-ō'mon). A oeste, está o Grande Portão Oeste (Nishi-no-ō'mon), também conhecido como Gokuraku-mon (極楽門). Mais para o oeste situa-se um torii de pedra, que é amplamente aceito como o Portão Oriental para o gokuraku-jōdo (極楽浄土, Paraíso Ocidental ou Terra Pura).
O templo também foi chamado de Arahaka-ji, Nanba-ji, ou Mitsu-ji.
O Shitennō-ji vende algumas lembranças de seus produtos no dia 21 de cada mês.

## Acesso
- Uma caminhada de 5 minutos da Estação Shitennoji-mae Yuhigaoka na Linha Tanimachi do Metrô Municipal de Osaka.
- Uma caminhada de 15 minutos da Estação de Tennoji nas Linhas da JR West e as linhas do Metrô Municipal de Osaka.
- Uma caminhada de 15 minutos da Estação Osaka Abenobashi na Linha Kintetsu Minami-Osaka.

## Imagens

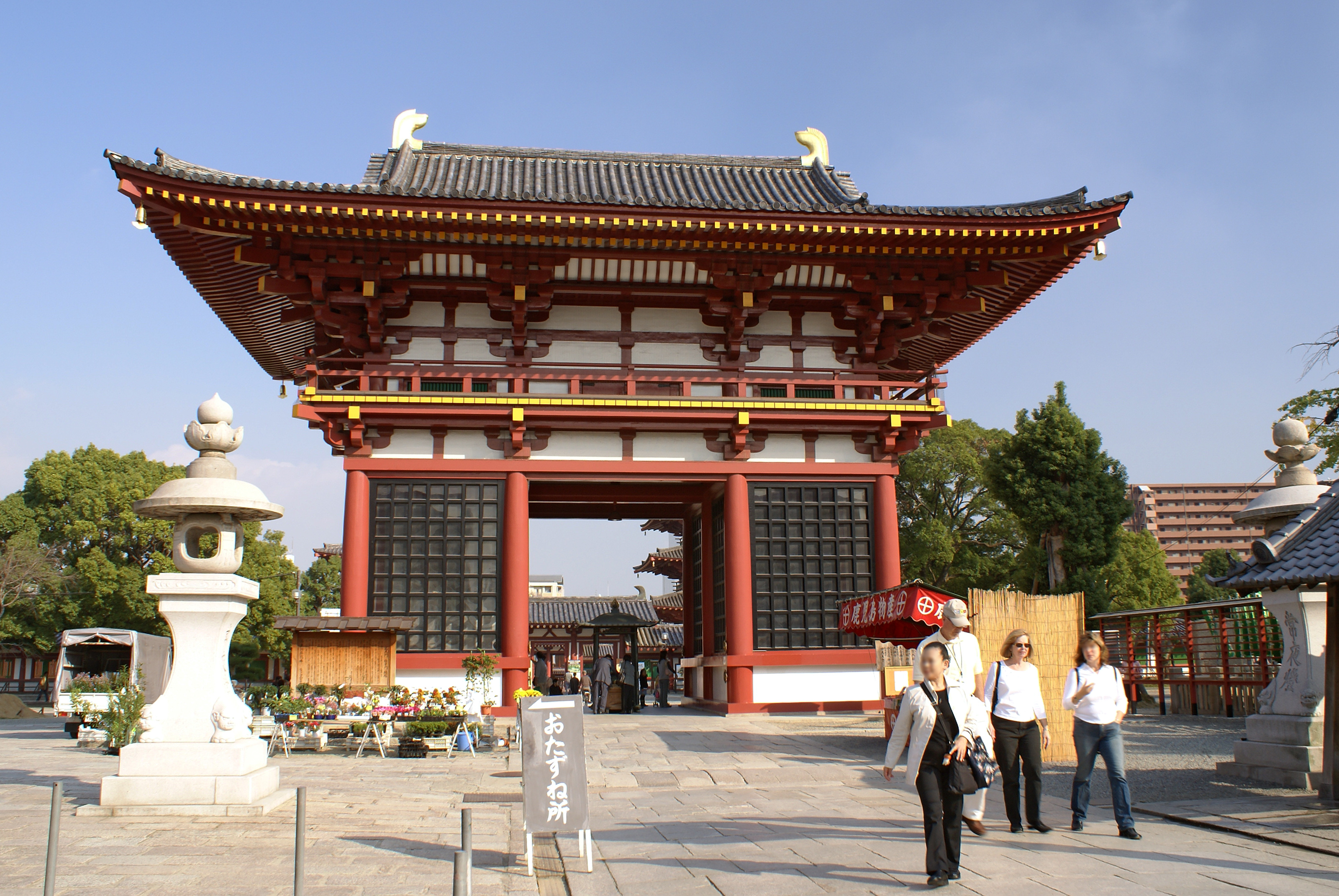
O Grande Portão Oeste (Gokuraku-mon)
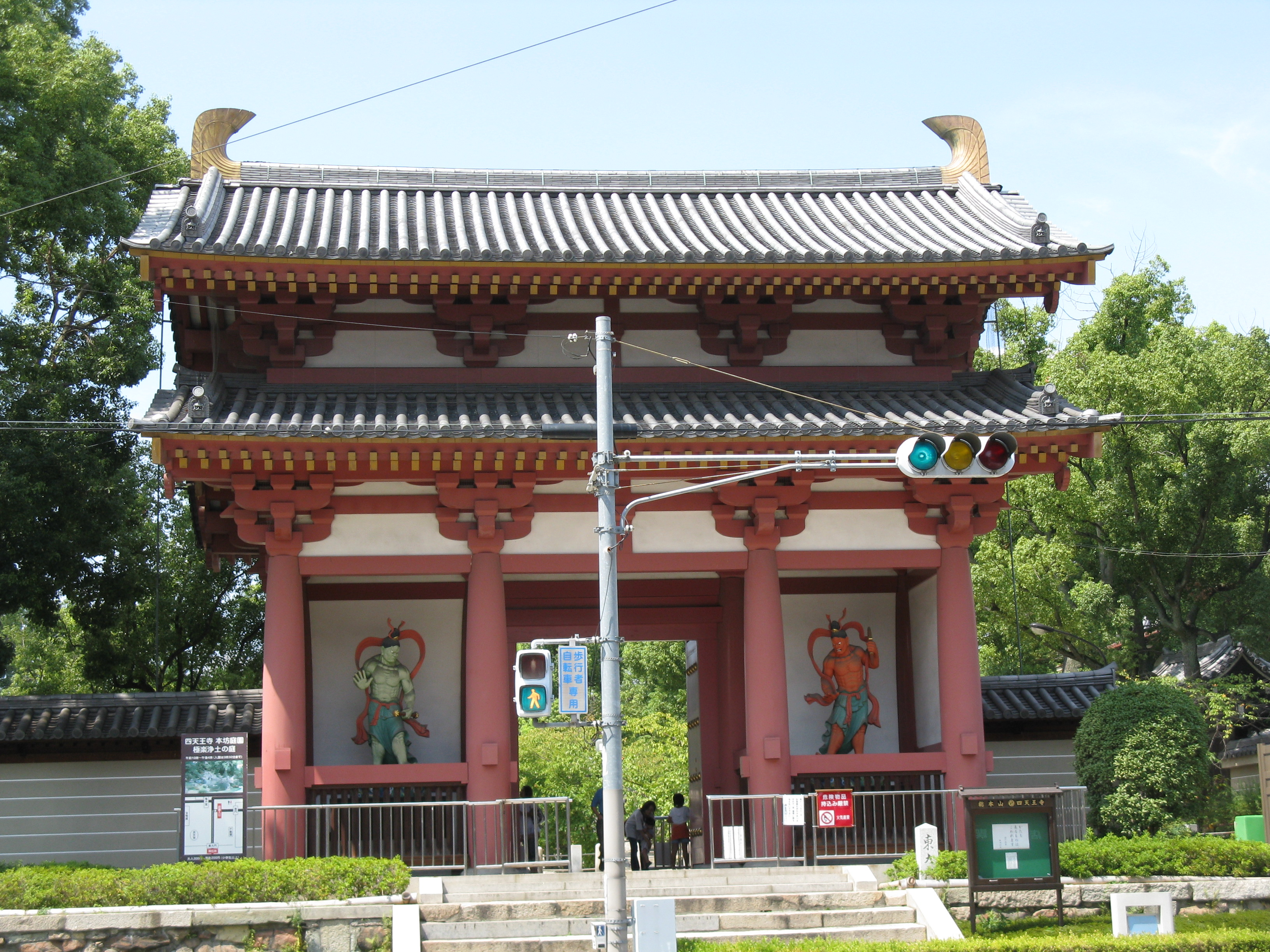
Grande Portão Leste
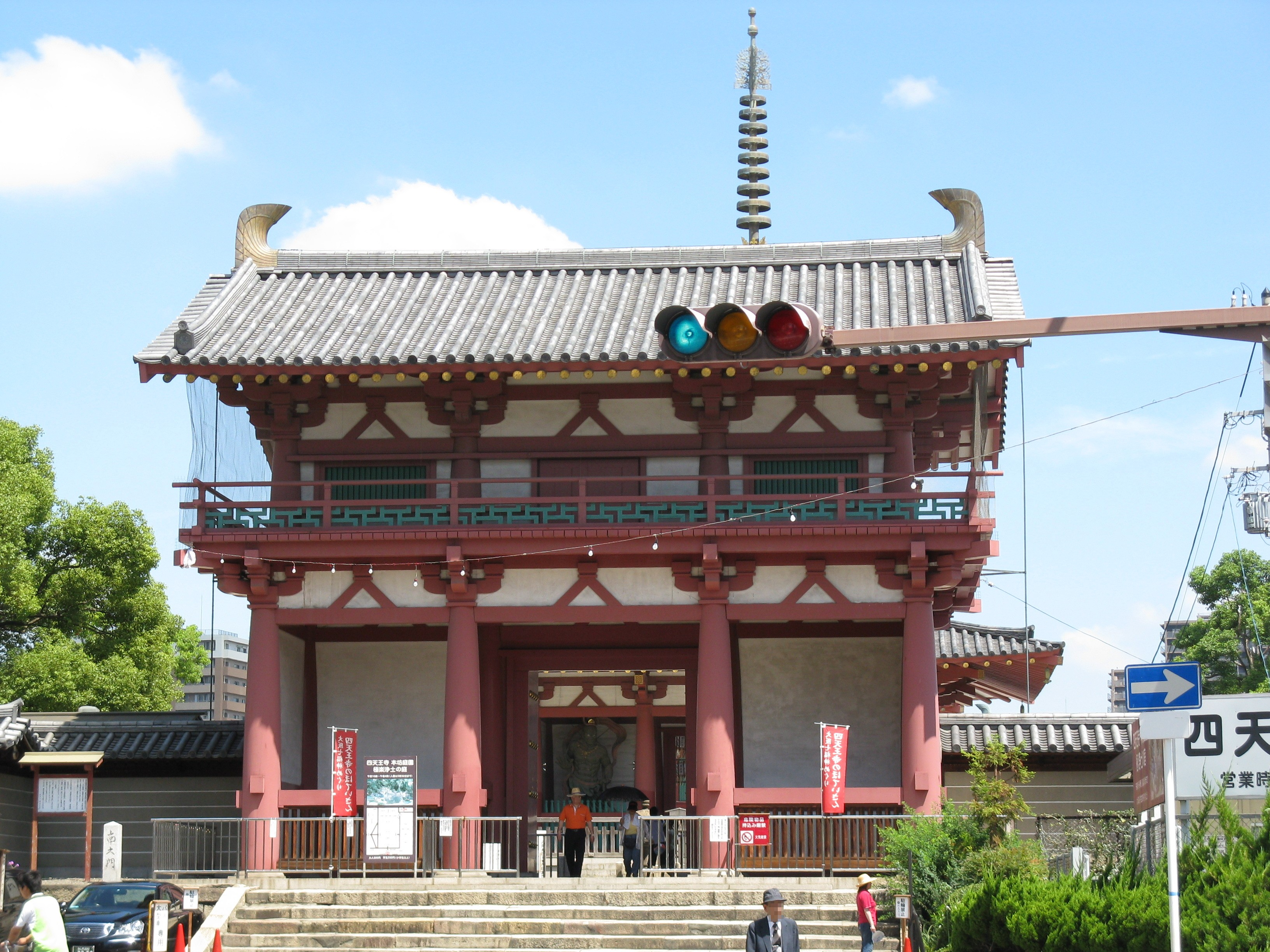
Grande Portão Sul (Nandai-mon)
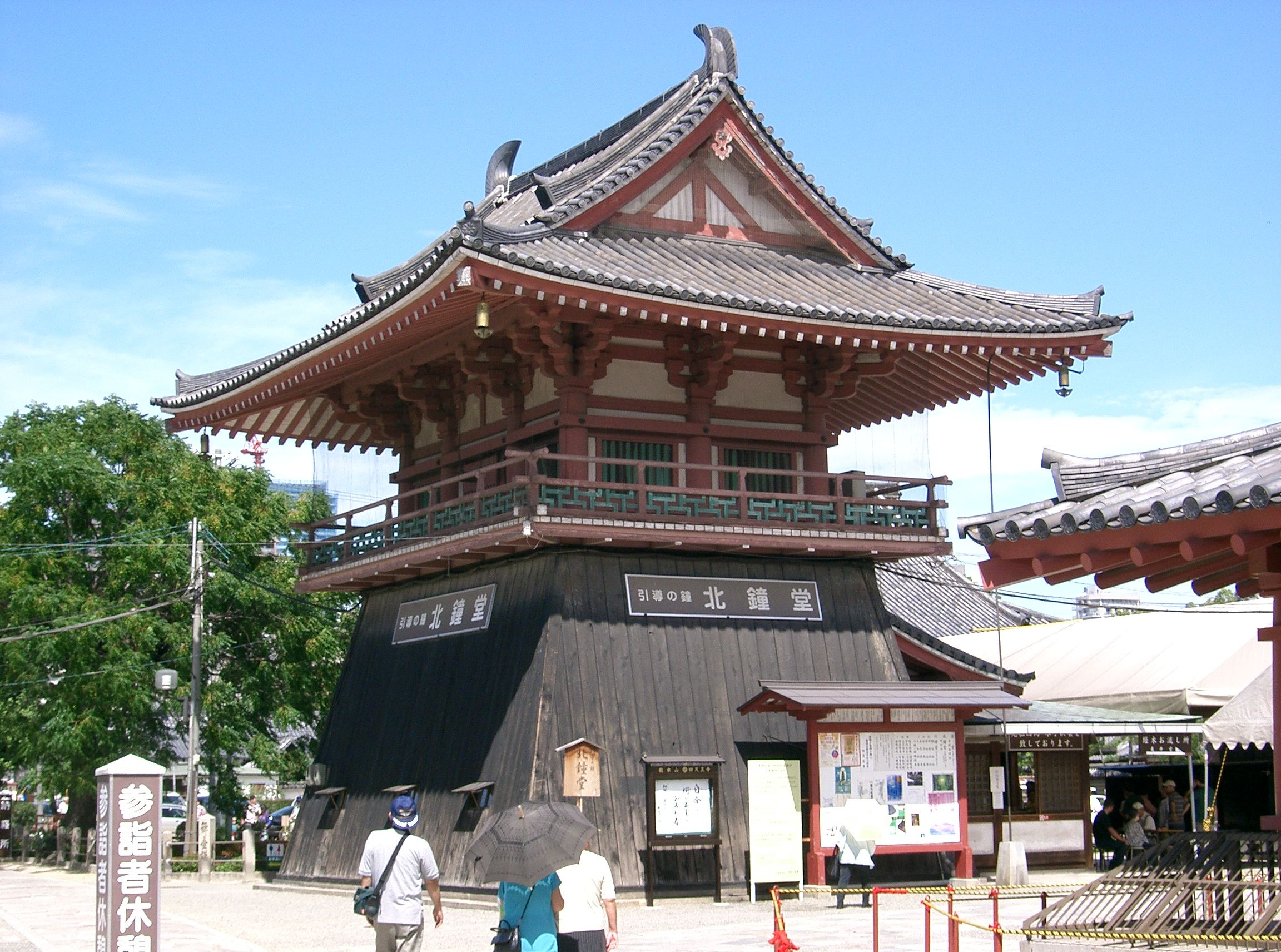
Sino do norte
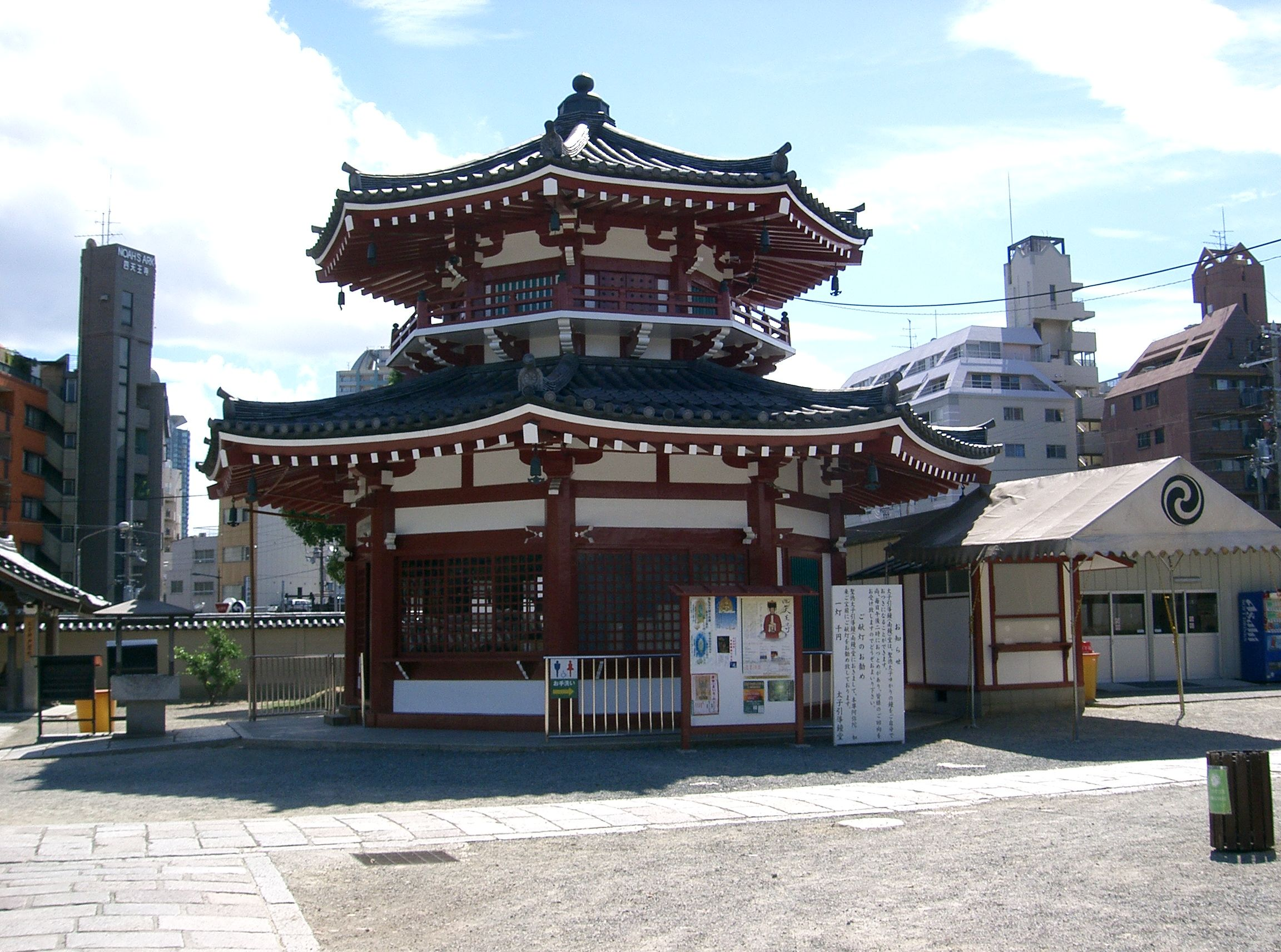
Sino do sul
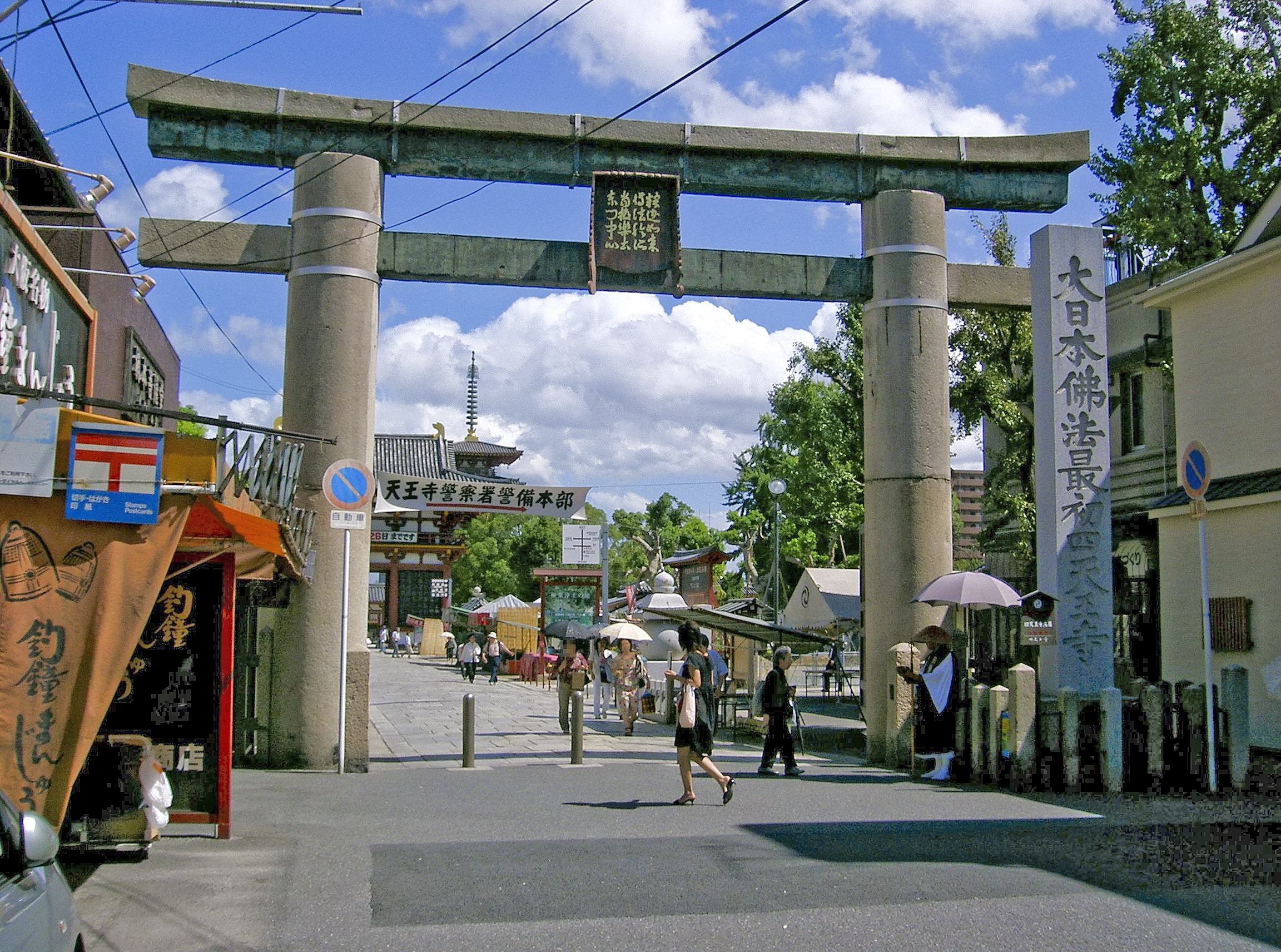
Torii de pedra
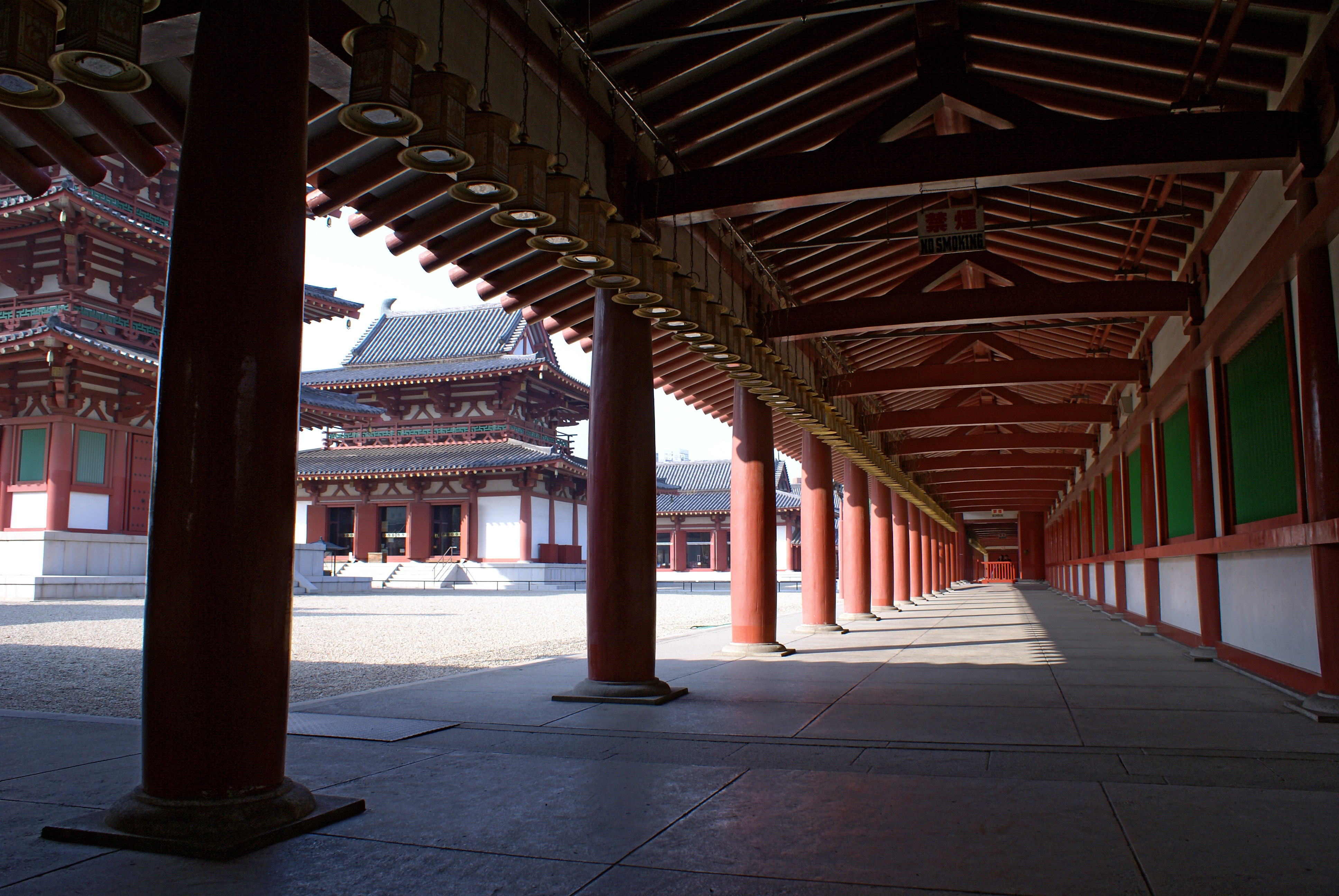
Pátio
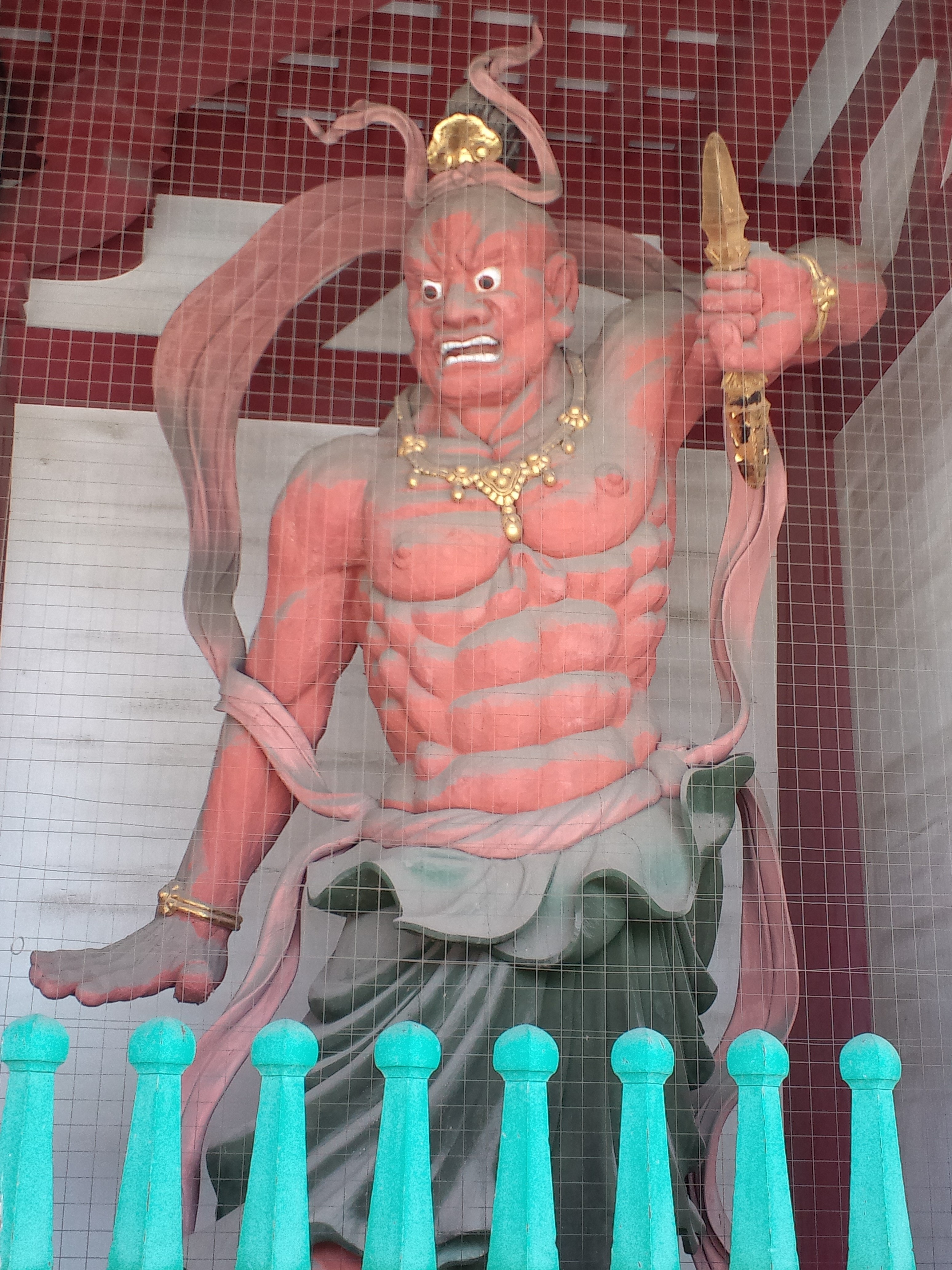
Niō
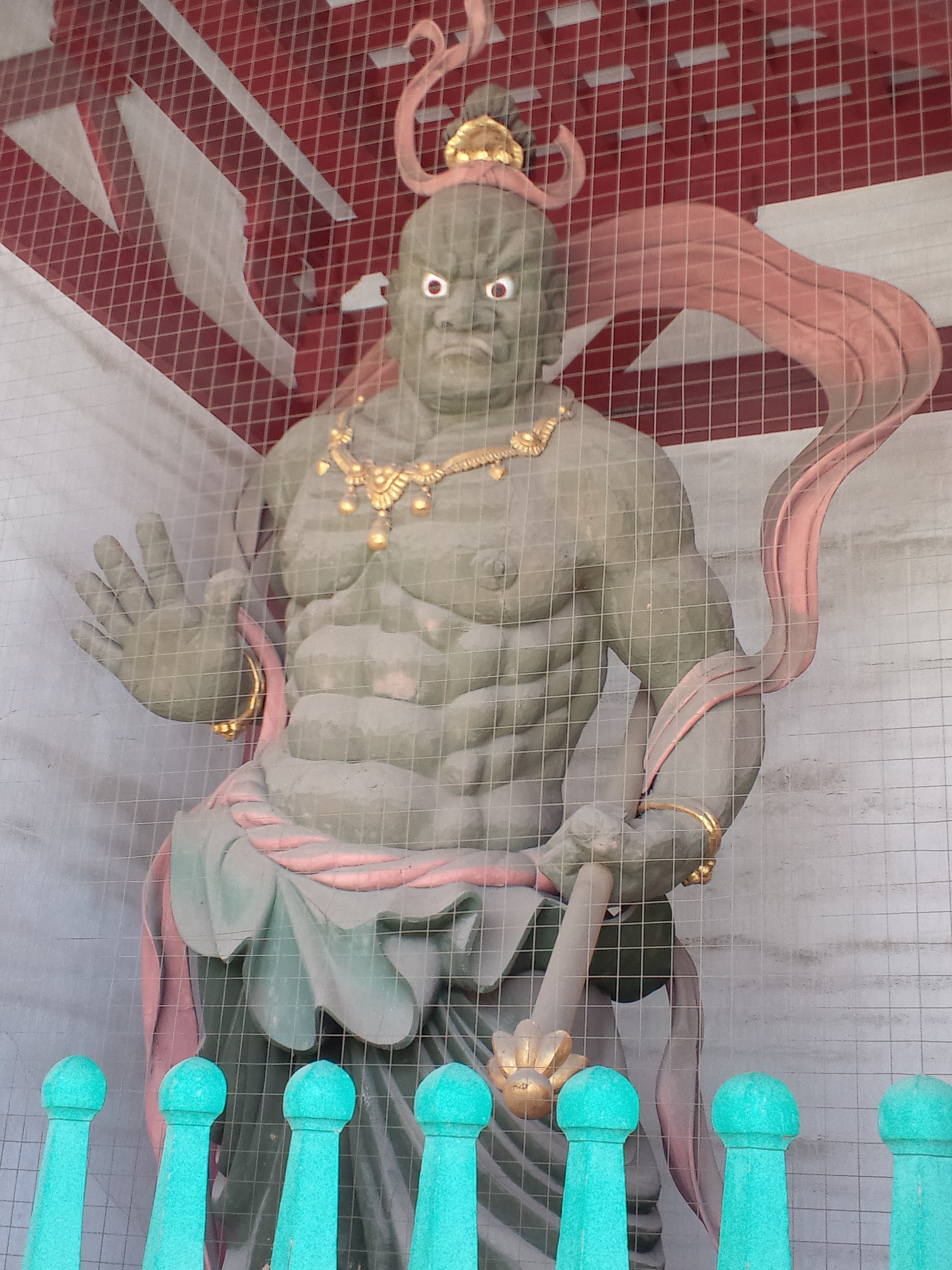
Niō
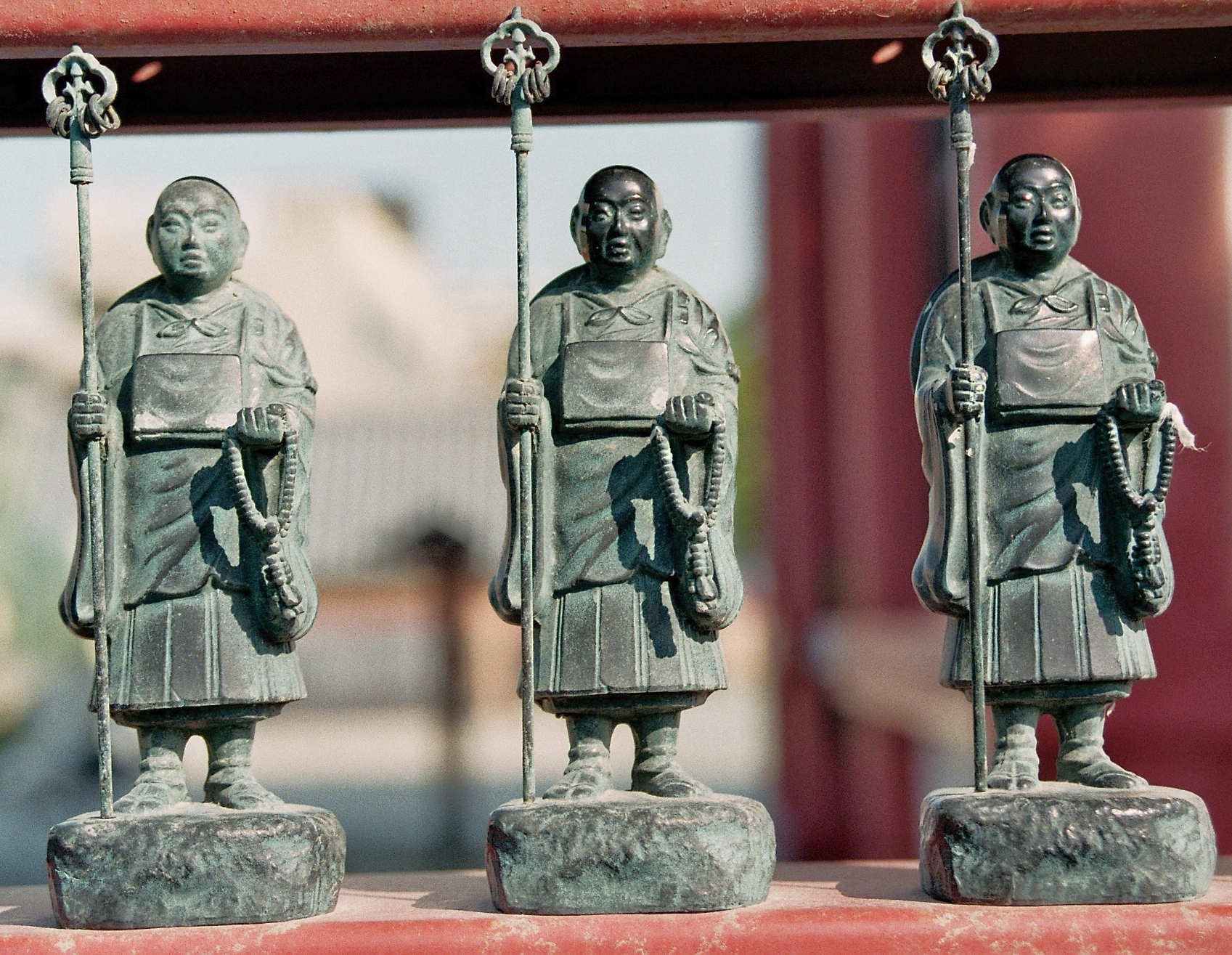
Estátuas de Kūkai